# Галькайо
Галькайо (сомал. Gaalkacyo, араб. جالكعيو‎, итал. Gallacaio, также итал. Rocca Littorio) — город в центральной части Сомали. Административный центр сомалийского региона Мудуг. Фактически город разделён на две зоны — северная часть принадлежит государству Пунтленд, а южная — государству Галмудуг. Постоянно является предметом столкновений между Пунтлендом и Галмудугом.

## История
Был частью Султаната Хобьо до начала XX века, а затем — частью Итальянского Сомали. После провозглашения независимости Сомали стал центром одноимённого округа.

## География
Галькайо расположен на севере центральной части Сомали, в 217 км к северо-западу от Хобьо, в 219 км к юго-западу от Гароуэ и в 358 км к юго-западу от Кардхо.
Климат города характеризуется как жаркий и засушливый. Наиболее прохладные месяцы — с ноября по февраль, средние минимумы в этот период варьируют от 23 до 25 °C. Весной средние температуры повышаются; в апреле начинается сезон дождей. Самый жаркий месяц — июль, средний максимум которого достигает 41 °C. К сентябрю жара немного спадает. Средняя годовая норма осадков — около 133 мм.
| Показатель                    | Янв. | Фев. | Март | Апр. | Май  | Июнь | Июль | Авг. | Сен. | Окт. | Нояб. | Дек. | Год  |
| ----------------------------- | ---- | ---- | ---- | ---- | ---- | ---- | ---- | ---- | ---- | ---- | ----- | ---- | ---- |
| Средний суточный максимум, °C | 32,1 | 32,8 | 34,9 | 36,0 | 34,9 | 33,9 | 32,8 | 32,8 | 33,8 | 33,9 | 33,9  | 32,8 | 33,8 |
| Средняя температура, °C       | 25,0 | 25,9 | 27,5 | 29,1 | 28,8 | 28,4 | 27,5 | 27,4 | 27,9 | 28,0 | 27,0  | 25,9 | 27,4 |
| Средний суточный минимум, °C  | 17,9 | 18,9 | 20,0 | 22,1 | 22,8 | 22,9 | 22,1 | 22,0 | 22,1 | 22,1 | 20,1  | 18,9 | 21,0 |
| Норма осадков, мм             | 0    | 1    | 0    | 27   | 56   | 3    | 0    | 1    | 1    | 43   | 15    | 0    | 147  |
| Источник:                     |      |      |      |      |      |      |      |      |      |      |       |      |      |

## Население
Население по данным на 2021 год составляет 61 200 человек (по данным на 2012 год — 76 149 человек). Оно представлено главным образом сомалийскими кланами Маджиртин и Дарод (на севере) и кланами Хабар-Гидир и Хавие (на юге). Галькайо исторически является местом различных клановых противоречий.

## Инфраструктура
Город обслуживается аэропортом имени Абдуллахи Юсуфа. Соединён шоссе с городами на севере Сомали — Гароуэ и Босасо. В городе имеется несколько старших школ, а также филиал университета Пунтленда. Галькайо является важным центром торговли региона.